# Epidemic (Film)
Epidemic aus dem Jahr 1987 ist ein dänischer Spielfilm von Lars von Trier und der einzige Langfilm, in dem von Trier selber in einer größeren Rolle mitspielt. Es handelt sich um den zweiten Teil der vontrierschen „Europa“-Trilogie. Der Film ist weniger von einer dramatischen Handlung als von assoziativ verbundenen Motiven gekennzeichnet, in einer düsteren Stimmung und mit harten Hell-Dunkel-Kontrasten. Die Haupthandlung ist auf grobkörnigem, schwarzweißen 16-mm-Material gedreht, die kürzeren Einschübe mit Szenen eines Films-im-Film auf 35 mm.

## Handlung
Die Handlung des Films erstreckt sich über fünf Tage. Lars und Niels möchten einen Film drehen und haben vom Dänischen Filminstitut einen Vorschuss erhalten, der zur Anfertigung eines Drehbuch genutzt werden sollte. Am ersten Tag verlieren sie das bereits fast fertiggestellte Drehbuch („Der Polizist und die Hure“). Da sie mit dem bisherigen Projekt sowieso unzufrieden waren, beginnen sie ein neues Drehbuch, das vom Ausbruch einer Epidemie handeln soll. Das Drehbuch soll in fünf Tagen vom Filmproduzenten Claes abgeholt werden. Die beiden machen sich ans Schreiben. Recherchen führen sie in eine Bibliothek, in der ihnen der Archivar Einzelheiten über die mittelalterlichen Pestepidemien mitteilt. So wurden zu Beginn der Pestausbrüche häufig sogenannte Rattenkönige gefunden, die als Vorbote der Krankheit galten. Hauptfigur des geplanten Films ist ein Arzt, Dr. Mesmer, der entgegen den Warnungen seiner Kollegen, die die neue Regierung des Landes bilden wollen, das schützende Spital verlässt, um der Landbevölkerung mit seinen Kenntnissen beizustehen. Immer wieder werden Szenen aus dem Filmprojekt eingespielt und die beiden Handlungsebenen somit verknüpft. Dies steigert sich noch als die beiden Filmmacher erfahren, dass in der Stadt ein Rattenkönig gefunden wurde.
Um weitere Anregungen für ihren Film zu finden, machen Lars und Niels eine Tour durch Deutschland und besuchen in Köln Udo Kier. Der Schauspieler berichtet, dass seine gerade verstorbene Mutter ihm vor ihrem Tod vom Leiden unter den englischen Bomberangriffen während des Kriegs erzählt hat. Danach bricht er in Tränen aus. Zurück in Dänemark, erzählt Niels von seinen Brieffreundschaften mit minderjährigen Mädchen aus den USA, über die sich beide sehr amüsieren. Die Handlung des geplanten Filmes und die tatsächlichen Geschehnisse kreuzen sich endgültig, als Lars aus Recherchegründen der Sektion einer Leiche beiwohnt: Der Verstorbene litt an einer unbekannten, offenbar ansteckenden Krankheit. Am fünften und letzten Tag trifft Claes vom Filminstitut ein, dem sie beim gemeinsamen Abendessen das Ende des Films schildern: Dr. Mesmer sorgte selbst mit kontaminierten Arztbesteck für eine weitere Verbreitung der Pest, die er eigentlich eindämmen wollte. Als sie Claes das Skript aushändigen, ist dieser enttäuscht, dass es lediglich zwölf Seiten umfasst sowie keine Gewalt und nur wenige Tote enthält. Auch das für dänische Filme untypische Fehlen von Subplots bemängelt er. Es stoßen zwei weitere Gäste zur Abendgesellschaft hinzu: Ein Mann, der eine Frau in eine Art Hypnose versetzt. Sie „steigt“ in den geplanten Film hinein und erzählt von den Schrecken der mittelalterlichen Pest, bis sie einen hysterischen Anfall erleidet und an den Symptomen der unbekannten Krankheit stirbt, nachdem sich riesige Beulen an ihrem Hals gebildet und geöffnet haben. Zeitgleich zeigt Niels Symptome der Krankheit, womit der Film endet.